# Thompson Spur
Der Thompson Spur ist großer und schroffer Gebirgskamm im Norden des ostantarktischen Viktorialands. In den Usarp Mountains erstreckt er sich ausgehend von Daniels Range in östlicher Richtung zwischen dem Swanson- und dem Edwards-Gletscher.
Der United States Geological Survey kartierte ihn anhand eigener Vermessungen und Luftaufnahmen der United States Navy aus den Jahren von 1960 bis 1963. Das Advisory Committee on Antarctic Names benannte ihn 1970 nach David H. Thompson, Biologe des United States Antarctic Research Program auf der Hallett-Station von 1965 bis 1966 und von 1967 bis 1968.